# Amerer Air
Amerer Air war eine österreichische Frachtfluggesellschaft, Transportunternehmen und Fahrzeughändler mit Sitz in Linz-Hörsching.

## Geschichte
Amerer Air wurde 1995 von Flugkapitän Heinz Peter Amerer als Frachtfluggesellschaft gegründet und bietet seit 1999 Straßentransporte per LKW an. 2019 wurde eine weitere Tochtergesellschaft gegründet, „Amerer Air Us Cars“.

## Flotte
Die Amerer Air betrieb bis Ende 2006 auch zwei Lockheed L-188 Electra und ehemals eine Piper PA32 Turbo Lance.
Im Mai 2012 hat das letzte Frachtflugzeug, eine Fokker F-27 (OE-ILW), Amerer Air verlassen. Dieses Flugzeug wird in Zukunft für Safari Express Cargo (als 5Y-SXP) in Kenia im Einsatz sein.